# Lithobius armenicus
Lithobius armenicus är en mångfotingart som först beskrevs av Muralevitch 1926.  Lithobius armenicus ingår i släktet Lithobius och familjen stenkrypare.
Artens utbredningsområde är Iran. Inga underarter finns listade i Catalogue of Life.